# UIC-eigendomscode
De UIC eigendomscode is een tweecijferige code bedoeld om de eigenaar van het betreffende rollend materieel te kunnen achterhalen. Ze vormden het 3e en 4e cijfer van de UIC-code en stonden gedefinieerd in UIC leaflet 920-14.
Na 2005 is deze code vervangen door de UIC-landencode. De code die destijds voor de staatsspoorwegmaatschappij stond wordt nu in de regel gebruikt om het land aan te geven. Om er voor te zorgen dat toch de eigenaar achterhaald kan worden volgt achter (in sommige gevallen voor) de UIC-code een lettercode. Deze lettercode bestaat uit de afkorting van het land, gevolgd door de afkorting van de eigenaar, gescheiden door een "-".
| Kengetal | Spoorwegmaatschappij                                                                        | Afkorting               | Land                              |
| -------- | ------------------------------------------------------------------------------------------- | ----------------------- | --------------------------------- |
| 10       | VR-Yhtymä                                                                                   | VR                      | Finland                           |
| 20       | Rossijskije Železnyje Dorogi                                                                | RZD                     | Rusland                           |
| 21       | Belaruskaja Tschyhunka - Беларуская Чыгунка                                                 | BC - БЧ                 | Wit-Rusland                       |
| 22       | Ukrsalisnyzja                                                                               | UZ                      | Oekraïne                          |
| 23       | Caile Ferate Moldova                                                                        | CFM                     | Moldavië (land)                   |
| 24       | Lietuvos Geležinkeliai                                                                      | LG                      | Litouwen                          |
| 25       | Latvijas Dzelzceļš                                                                          | LDZ                     | Letland                           |
| 26       | Eesti Vabariigi Raudtee                                                                     | EVR                     | Estland                           |
| 27       | Khazakhstan Temir Zholy                                                                     | KTZ                     | Kazachstan                        |
| 28       | Georgian Railways - Sakartvelos Rkinigza                                                    | GR                      | Georgië                           |
| 29       | Uzbekiston Temir Yullari - Ўзбекистон темир йўллари                                         | UTY - ЎТЙ               | Oezbekistan                       |
| 30       | Zoesen Chelto                                                                               | ZC                      | Noord-Korea                       |
| 31       | Mongolyn Tömör Zam                                                                          | MTZ - МТЗ               | Mongolië                          |
| 32       | Dung Sat Viet-Nam                                                                           | DSVN                    | Vietnam                           |
| 33       | Zhong Guo Tie Lu                                                                            | KNR                     | China                             |
| 40       | Ferrocarriles de Cuba                                                                       | FC                      | Cuba                              |
| 41       | Hekurudha e Shqipërisë                                                                      | HSH                     | Albanië                           |
| 42       | Japan Rail                                                                                  | JR                      | Japan                             |
| 43       | Győr-Sopron-Ebenfurti Vasút                                                                 | GySEV                   | Hongarije/Oostenrijk              |
| 44       | Željeznice Republike Srpske                                                                 | ŽRS                     | Bosnië en Herzegovina             |
| 50       | Deutsche Reichsbahn Željeznice Federacije Bosne i Hercegovine                               | DR (DBAG tot 1999) ŽFBH | Deutschland Bosnië en Herzegovina |
| 51       | Polskie Koleje Państwowe                                                                    | PKP                     | Polen                             |
| 52       | Bulgarski Durzavni Zeleznici                                                                | BDZ                     | Bulgarije                         |
| 53       | Căile Ferate Române                                                                         | CFR                     | Roemenië                          |
| 54       | České dráhy                                                                                 | ČD                      | Tsjechië                          |
| 55       | Magyar Államvasutak                                                                         | MÁV                     | Hongarije                         |
| 56       | Železničná spoločnosť Slovensko                                                             | ŽSSK                    | Slowakije                         |
| 57       | Azerbaycan Dövlet Demir Yolu                                                                | ADDY                    | Azerbeidzjan                      |
| 59       | Kyrgyz Temir Žol - Кыргыз темир жол                                                         | KTZ, KRG                | Kirgizië                          |
| 60       | Córas Iompair Éireann                                                                       | CIE                     | Ierland                           |
| 62       | Zwitserse Privé Spoorwegen                                                                  | SP                      | Zwitserland                       |
| 64       | Ferrovie Nord Milano                                                                        | FNM                     | Italië                            |
| 65       | Macedonskih Zeleznica                                                                       | MZ                      | Noord-Macedonië                   |
| 68       | Bentheimer Eisenbahnen & Ahaus Alstätter Eisenbahn                                          | AAE                     | Duitsland                         |
| 70       | British Rail                                                                                | BR                      | Verenigd Koninkrijk               |
| 71       | Red Nacional de los Ferrocarriles Españoles                                                 | RENFE                   | Spanje                            |
| 72       | Zeleznice Srbije                                                                            | ZS                      | Servië                            |
| 73       | Organismos Sidirodromon Ellados                                                             | OSE                     | Griekenland                       |
| 74       | Statens Järnvägar                                                                           | SJ                      | Zweden                            |
| 75       | Türkiye Cumhuriyeti Devlet Demiryollari                                                     | TCDD                    | Turkije                           |
| 76       | Norges Statsbaner                                                                           | NSB                     | Noorwegen                         |
| 78       | Hrvatske Željeznice                                                                         | HŽ                      | Kroatië                           |
| 79       | Slovenske Železnice                                                                         | SŽ                      | Slovenië                          |
| 80       | Deutsche Bundesbahn Deutsche Bahn                                                           | DBAG                    | Duitsland                         |
| 81       | Österreichische Bundesbahnen                                                                | ÖBB                     | Oostenrijk                        |
| 82       | Chemins de Fer Luxembourgeois                                                               | CFL                     | Luxemburg                         |
| 83       | Trenitalia                                                                                  | TI                      | Italië                            |
| 84       | Nederlandse Spoorwegen                                                                      | NS                      | Nederland                         |
| 85       | Schweizerische Bundesbahnen Chemins de Fer Federeaux Ferrovie Federale Svizerre             | SBB CFF FFS             | Zwitserland                       |
| 86       | Danske Statsbaner                                                                           | DSB                     | Denemarken                        |
| 87       | Société Nationale des Chemins de fer Français                                               | SNCF                    | Frankrijk                         |
| 88       | Nationale Maatschappij der Belgische Spoorwegen Société Nationale des Chemins de fer Belges | NMBS SNCB               | België                            |
| 90       | Egyptian National Railways                                                                  | ENR                     | Egypte                            |
| 91       | Societe Nationale des Chemins de fer Tunisiens                                              | SNCFT                   | Tunesië                           |
| 92       | Societe Nationale des Transports Ferroviaires                                               | SNTF                    | Algerije                          |
| 93       | Office National des Chemins de fer du Maroc                                                 | ONCFM                   | Marokko                           |
| 94       | Caminhos de ferro Portugueses                                                               | CP                      | Portugal                          |
| 95       | Israel Railways                                                                             | IR                      | Israël                            |
| 96       | Rah Ahan Iran - ﻦﺍﺮﻴﺍﻦﻫﺁﻩﺍﺮ                                                                 | RAI                     | Iran                              |
| 97       | Administration Generale des Chemins de Fer Syriens                                          | CFS                     | Syrië                             |
| 98       | Office des Chemins de fer de l'Etat Libanais                                                | CEL                     | Libanon                           |
| 99       | Iraqi Republic Railways Establishment                                                       | IRR                     | Irak                              |